# ジャック白井
ジャック白井（ジャック しらい、1900年? - 1937年7月11日）は、スペイン内戦に参加した日本生まれの義勇兵。内戦に参加した日本人の中で唯一名前が判明している人物である。

## 人物・生涯
北海道函館市出身。生まれてすぐに両親に捨てられ、孤児院で育ったとされるが、彼の経歴についてはほとんど分かっていない。朝鮮人だったという説もあるが、当時の函館市に朝鮮人はほとんど居住しておらず、定かではない。
彼は15歳の時に孤児院を飛び出し、年齢を偽ってカムチャツカ航路の貨物船に雇って貰い船員となったが、1929年にアメリカ合衆国に密入国し、ニューヨークでパン職人や料理人として働いた。
そしてアメリカ共産党系の日本人の労働者団体である「日本人労働者クラブ」に属し、労働運動に身を投じた。当時のニューヨークには、ビジネスマンや外交官などのエリートが集まる「日本人会」、日本の中国政策を支持する国粋主義的団体「報国団」、労働者階級が集まる日本人労働者クラブの3つの日本人の団体があり、報国団が労働者クラブを襲撃した際、白井は果敢に防戦したという。また、アメリカ人の女性と同棲あるいは結婚していたらしく、生活は豊かなほうだったという。
1936年7月、スペイン内戦が始まると（当時の日本政府はフランコ軍に非公式の軍事支援をしていたが）彼はアメリカ共産党の義勇兵募集に志願し、12月26日、95人のアメリカ人と共にスペインへ旅立った。そして第15国際旅団第17大隊「エイブラハム・リンカーン大隊」に配属され、マドリード防衛戦、ハラマ川の戦いなどの激戦を経験した。白井は職業経験を買われて炊事兵とされたが、本人はそれが不満で、いつも前線に出たいと不平を漏らしていたとされる。その後希望が容れられ、普段は炊事兵として、戦闘時は銃を取って前線に出るようになった。
1937年7月11日、ブルネテの戦いで白井は弾雨の中立ち往生していた炊事車を動かすために、陣地を飛び出した直後に頭を銃弾で撃ち抜かれ即死したという。墓碑には、「ジャック白井。反ファシストの日本人。彼の勇気を称えて。1937年7月11日」と刻まれている。アメリカでの白井は、無口であまり喋らない人物だったが、スペインでは、「いつも笑顔をふりまく、陽気な人」「子どもをかわいがる気の優しい人物」だったと戦友は証言している。
彼の死後、第15国際旅団の機関紙「Volunteer for Liberty（自由のための義勇兵）」に、彼のための追悼詩が二度にわたって掲載された。アメリカにて白井と親交があったとされる石垣綾子が1970年に彼に関する手記『オリーブの墓標』（1989年に『スペインで戦った日本人』として文庫化） を出版している。青山霊園にある解放運動無名戦士墓に合葬されている。